# Галицкие Сурмы

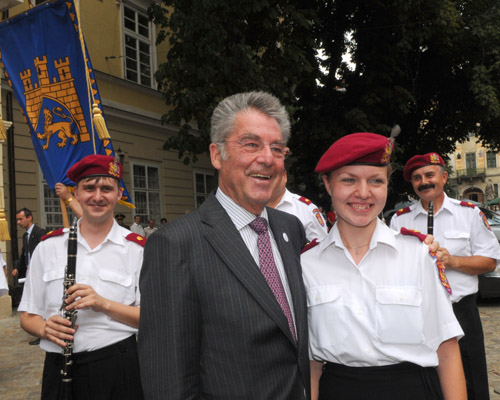
Хайнц Фишер с музыкантами оркестра

Галицкие Сурмы (укр. ЛМДО "Галицькі Сурми") — львовский муниципальный (городской) духовой оркестр, был создан 6 декабря 2003 года по инициативе Львовской городской организации Союза Офицеров Украины и генерального директора оркестра, подполковника запаса, Константина Ищика.
Художественным руководителем и главным дирижёром является Заслуженный артист Украины, подполковник запаса, Василий Григорьевич Кочубей.
Репертуар оркестра имеет свыше 100 произведений украинских и зарубежных композиторов.
В 2008 году «Галицкие Сурмы» стали дипломантом І Международного фестиваля духовых оркестров «Белорусские фанфары — 2008» в г. Барановичи (Республика Беларусь).
«Галицкие Сурмы» являются составной частью Львовской городской организации "Духовий оркестр «Сурми Галичини» (Духовой оркестр «Сурмы Галичины»).